# Klenau (Gerolsbach)
Klenau ist ein Pfarrdorf und Ortsteil der oberbayerischen Gemeinde Gerolsbach im Landkreis Pfaffenhofen an der Ilm.

## Geschichte
Die 1818 mit dem bayerischen zweiten Gemeindeedikt begründete Gemeinde Klenau mit den Teilorten Arnsried, Brenntenholz, Forsthof, Hasenhof, Junkenhofen, Lacherbauer (Lahnbauer), Voglhof und Wüstersberg verlor am 1. Januar 1978 ihre Selbstständigkeit und wurde in die Gemeinde Gerolsbach eingegliedert.
Die Gemeinde gehörte früher zum Landkreis Schrobenhausen; bei der Landkreisreform kam die Kommune am 1. Juli 1972 zum Landkreis Pfaffenhofen an der Ilm.

## Baudenkmäler
Siehe auch: Liste der Baudenkmäler in Klenau
- Die katholische Pfarrkirche Sankt Andreas stammt aus dem Jahr 1854.
- Das Pfarrhaus wurde 1852 errichtet.